# Namrata Sundaresan
Namrata Sundaresan es una emprendedora social, chef y quesera india. Ganó el Nari Shakti Puraskar 2017 con Anuradha Krishnamoorthy.

## Biografía
Sundaresan nació en Odia y se trasladó a Chennai, en Tamil Nadu, tras casarse. Construyó su carrera fundando una agencia de consultoría internacional. Sundaresan aprendió a hacer queso en Coonoor y luego habló con su amiga Anuradha Krishnamoorthy de convertirse en queseras y emplear a mujeres discapacitadas.  Crearon la quesería artesanal Käse y su emprendimiento social les llevó a ganar el Nari Shakti Puraskar de 2017. El Presidente de la India entregó los premios en el Día Internacional de la Mujer de 2018 en nombre del Ministerio de Desarrollo de la Mujer y el Niño. El premio es el más importante para las mujeres en la India.
Sundaresan es una chef autodidacta. Comenzó a cocinar comida peruana en 2017 para un club de cenas organizado por Arundhati Balachandran y Suneethi Raj de LocalXO. Visitó el Bazar Gourmet de Coimbatore con sus quesos en 2019. En 2020, había cocinado 25 cenas y el grupo planeó una nueva serie con Sundaresan haciendo platos de sus libros de cocina favoritos.